# Paramormyrops
Paramormyrops ist eine Gattung afrikanischer Süßwasserfische aus der Familie der Nilhechte (Mormyridae). Die Gattung kommt in Westafrika von Kamerun bis zur Republik Kongo vor. Verbreitungsschwerpunkt der Gattung ist das Stromgebiet des Ogowe in Gabun. Die Art Paramormyrops jacksoni, die nur durch das Typusexemplar bekannt ist, soll aus dem Longa in Angola kommen, einem Nebenfluss des oberen Sambesi.

## Merkmale
Paramormyrops-Arten werden 5,2 bis 23,8 Zentimeter lang. Ihr Körper ist langgestreckt und seitlich abgeflacht. Die Körperhöhe beträgt 15 bis 25 % der Standardlänge. Die Kopflänge entspricht in etwa der Körperhöhe oder der Kopf ist ein wenig länger. Die „Schnauze“ (Region vor den Augen) abgerundet oder leicht zugespitzt, niemals röhrenförmig, das Kopfprofil von oben gesehen U oder V-förmig. Das Maul ist klein und end- oder unterständig. Die Zähne, fünf bis sieben im Oberkiefer und sechs bis acht im Unterkiefer, sind zweispitzig oder zangenförmig. Das fleischige „Kinn“ steht nicht vor und ist mit Elektrorezeptoren besetzt. Wie alle Nilhechte sind Paramormyrops-Arten zur Elektrokommunikation und Elektroorientierung fähig. Die Nasenöffnungen sind deutlich getrennt und liegen von den Augen und der Schnauzenspitze gleich weit entfernt. 
Rücken- und Afterflosse sitzen in der hinteren Körperhälfte und stehen einander symmetrisch gegenüber. Beide Flossen sind gleich lang oder die Afterflosse ist wenig länger mit einigen zusätzlichen Flossenstrahlen. Die symmetrische Anordnung von Rücken- und Afterflosse und die relativ kurze Afterflosse sind das deutlichste Unterscheidungsmerkmal zur Gattung  Brienomyrus, die eine ähnliche Gestalt hat, bei der die Afterflosse aber immer deutlich länger ist. Rund um den Schwanzflossenstiel zählt man bei Paramormyrops 12 bis 20 Schuppen. Die Fische sind unscheinbar, meist einfarbig gräulich oder bräunlich gefärbt.

## Arten
In die Gattung Paramormyrops werden neun Arten gestellt:
- Paramormyrops batesii (Boulenger, 1906)
- Paramormyrops curvifrons (Taverne, Thys van den Audenaerde, Heymer & Géry, 1977)
- Paramormyrops gabonensis Taverne, Thys van den Audenaerde & Heymer, 1977
- Paramormyrops hopkinsi (Taverne & Thys van den Audenaerde, 1985)
- Paramormyrops jacksoni (Poll, 1967)
- Paramormyrops kingsleyae (Günther, 1896)
- Paramormyrops longicaudatus (Taverne, Thys van den Audenaerde, Heymer & Géry, 1977)
- Paramormyrops ntotom Rich, Sullivan & Hopkins, 2017
- Paramormyrops sphekodes (Sauvage, 1879)